# Tenségrité
Cet article concerne la tenségrité, un concept scientifique. Pour l'ensemble de « passes magiques », voir Carlos Castaneda#Tensegrity.
La tenségrité, intégrité en tension ou compression flottante est un principe structurel basé sur un système de composants isolés en compression à l'intérieur d'un réseau en tension continue, et disposés de telle manière que les éléments comprimés (généralement des barres ou des entretoises) ne se touchent pas tandis que les éléments précontraints (en) en tension (généralement des câbles ou des tendons) délimitent spatialement le système.
Le terme tensegrity a été inventé par R. Buckminster Fuller dans les années 1960 comme un mot-valise pour tensional integrity (« intégrité en tension »). Le terme floating compression (« compression flottante »), a principalement été utilisé par l'artiste constructiviste Kenneth Snelson (en).
La tenségrité est un concept inventé et utilisé en architecture, étendu à d'autres systèmes mécaniques (utilitaires ou artistiques), utilisé aussi en biologie, et un sujet d'étude en mathématiques.

## Architecture

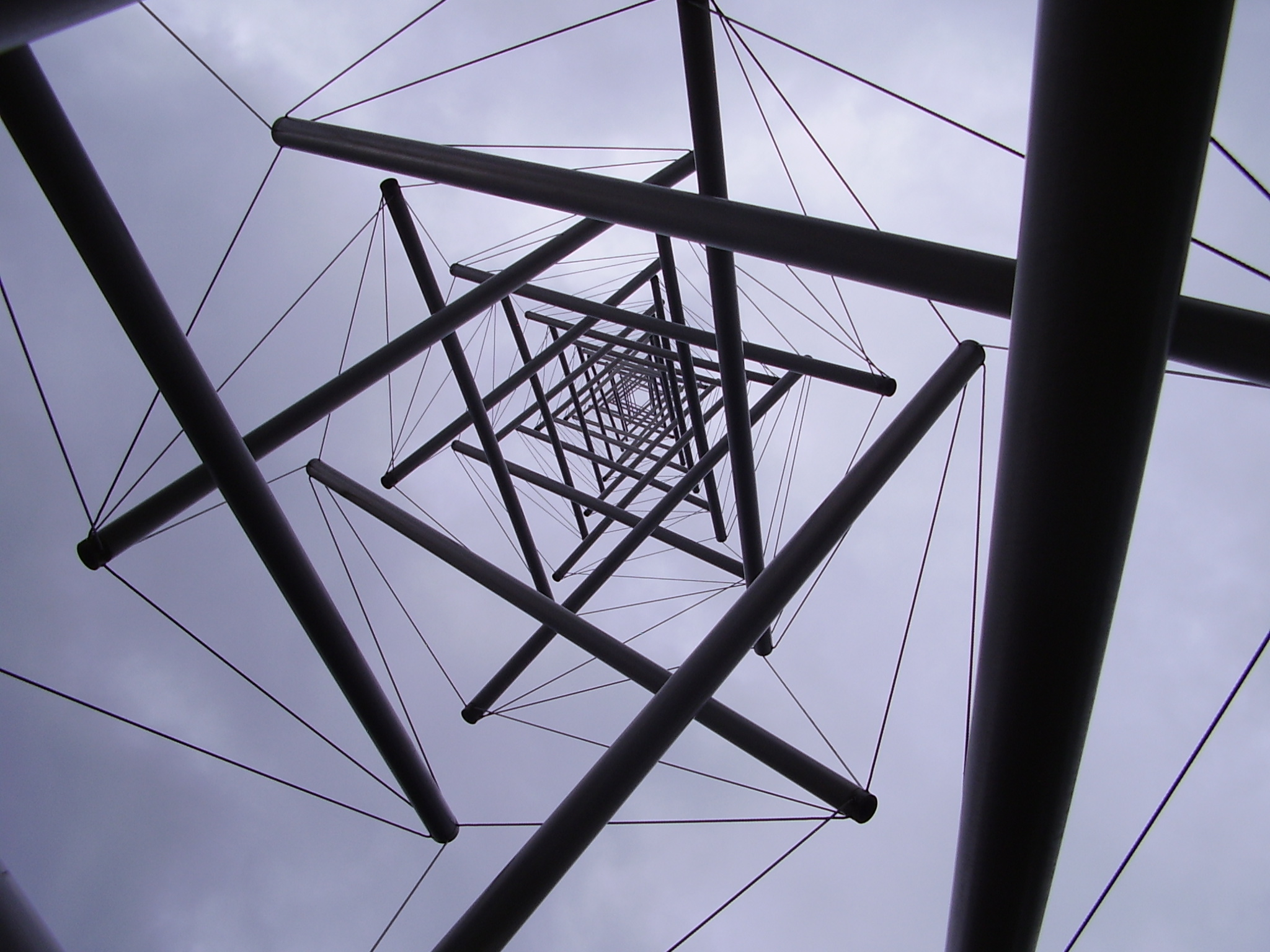
Needle Tower II (Tour d'aiguilles II) par Kenneth Snelson au musée Kröller-Müller à Otterlo (Pays-Bas).

La structure de tenségrité est un système réticulé spatial constitué de barres dont la rigidité et la stabilité sont dues à son état d'autocontrainte. L'état de tenségrité est un « état d'autoéquilibre stable du système, dont les composants comprimés constituent un ensemble discontinu à l'intérieur d'un ensemble continu de composants tendus ». La structure se stabilise par le jeu des forces de tension et de compression qui s'y répartissent et s'y équilibrent. Les structures établies par la tenségrité sont donc stabilisées, non par la résistance de chacun de leurs constituants mais par la répartition et l'équilibre des contraintes mécaniques dans la totalité de la structure. Ainsi, un système mécanique comportant un ensemble discontinu de composants comprimés au sein d'un continuum de composants tendus peut se trouver dans un état d'équilibre stable. Ce qui signifie, par exemple, qu'en reliant des barres par des câbles, sans relier directement les barres entre elles, on arrive à constituer un système rigide.
Les dômes géodésiques sont des structures réticulées ; ce ne sont pas des systèmes répondant au concept de tenségrité[réf. souhaitée]. On peut citer à cet égard les dômes géodésiques de la Biosphère de Montréal (Fuller, 1967) ou de La Géode à Paris (Fainsilber, 1985). La confusion vient du fait que Buckminster Fuller souhaitait réaliser un dôme en utilisant le concept de tenségrité mais les technologies de l'époque et les moyens de calcul ne lui ont pas permis de le faire.
Les recherches sur la tenségrité se tournent aussi vers les sciences naturelles, comme la biologie. Ainsi, les cytosquelettes des cellules animales seraient de telles structures : les microtubules sont au centre d'un réseau de contraintes compressives exercées par des filaments (cf. Tenségrité (biologie)).

### Une origine contestée

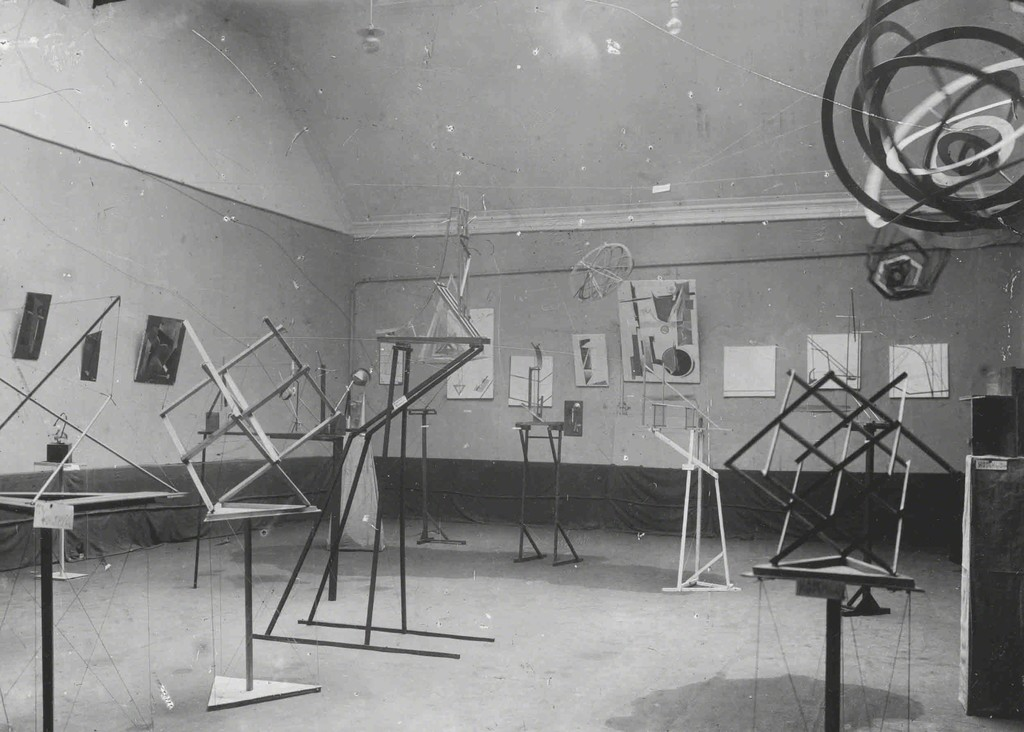
Vue de la seconde exposition de l'Obmokhou. Bolshaia Dimitrovska, Moscow, 1921. Au premier plan trois sculptures spatiales de Karl Ioganson sur les huit présentées.

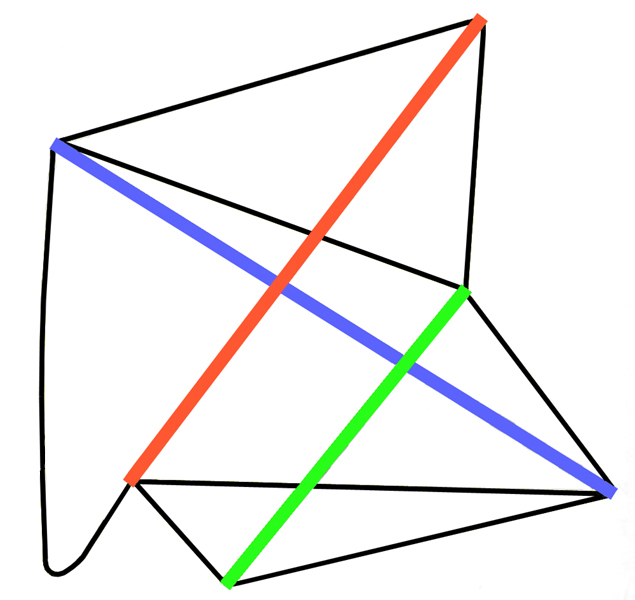
Reproduction de la structure de Karl Ioganson dite "de la croix déformée" (1921). Dans la photo précédente à gauche, partiellement coupée.

Il semble bien que l'idée d'une structure tridimensionnelle dont l'équilibre se fait au moyen de forces de compression et de tension soit antérieure à 1949. Ainsi, une œuvre de l'artiste soviétique Karl Ioganson (de) (1890-1929), nommée Construction systématique et datée de 1921, repose sur le même principe, avec néanmoins l'absence d'autocontrainte, un des principes de la tenségrité.

#### Les huit modèles de Karl Ioganson

Tensegrité simple 3, présenté par Karl Ioganson sous le titre de Construction de tiges et de tenseurs, 1921

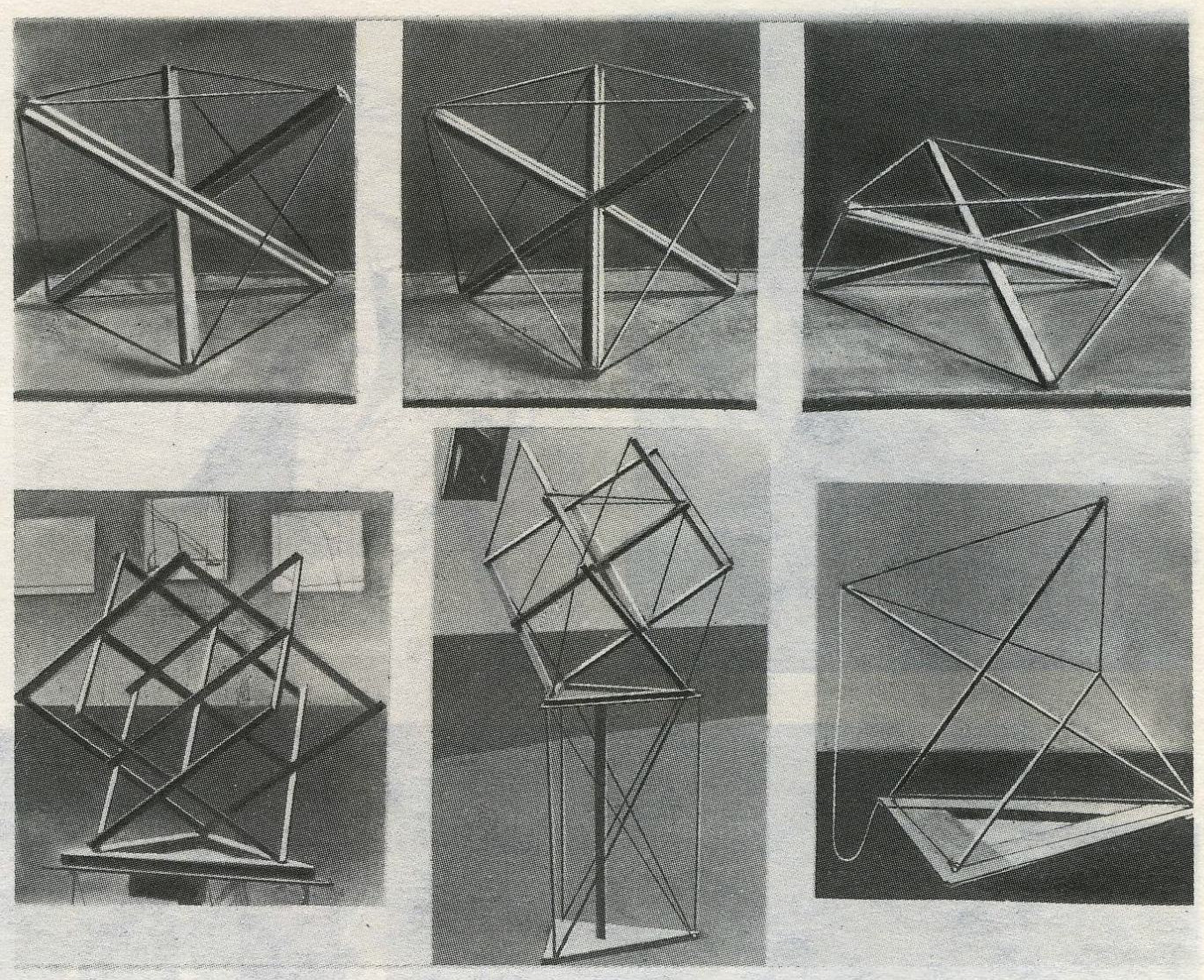
Kārl Ioganson, Spatial Constructions, 1921.

Avec l'œuvre précédente, le peintre et sculpteur Karl Ioganson présente, en trois versions, à l'exposition de l'Obmokhou à Moscou une croix faite de trois tasseaux, non vissés entre eux et reliés par des tenseurs qui ainsi tiennent en équilibre stable. Il présente quatre carrés entrelacés maintenus en équilibre par des tenseurs dans deux versions. Enfin, il présente un prisme auto-tendu, sous le titre « Construction de tiges et de tenseurs ».

#### Les brevets de 1949
Cependant, les brevets américains ont été obtenus par Richard Buckminster Fuller, qui aurait donné son nom à la tenségrité (tensegrity = tensile integrity, ce qui signifie que le réseau tendu est continu). Richard Buckminster Fuller aurait recréé le concept du dôme géodésique lors de l'été 1949 au Black Mountain College, avec l'appui de certains élèves et professeurs, dont Kenneth Snelson (en), un artiste qui sera un des premiers à utiliser la tenségrité dans l'architecture. Celui-ci affirmera que Richard Buckminster Fuller lui a volé sa découverte.
En même temps, David Georges Emmerich (1925-1996) popularise ce système en France sous le nom de « systèmes autotendants » dans sa demande de brevet déposée en 1963. Le terme, bien que mieux approprié[réf. nécessaire], ne sera pas conservé.
« Cette curieuse structure, assemblée de trois barres et de sept tirants, était manipulable à l'aide d'un huitième tirant détendu, l'ensemble étant déformable. Cette configuration labile est très proche de la protoforme autotendante à trois barres et neuf tirants de notre invention. »
— David Georges Emmerich.
Dans les années 1980, le chercheur montpelliérain René Motro et son équipe au Laboratoire de mécanique et génie civil (LMGC), laboratoire mixte de l'université de Montpellier et du CNRS, ont mené des recherches sur la tenségrité et ont prouvé que l'on pouvait construire grâce à ce principe. Depuis, le LMGC est un centre de recherche important sur la tenségrité et de nombreuses thèses y sont publiées.[réf. nécessaire]

### Exemples
- Le Kurilpa Bridge à Brisbane, en Australie,
- la Tour du Millénaire à Gedinne en Belgique.
- la Needle Tower de Kenneth Snelson exposée au Hirshhorn Museum and Sculpture Garden.

## Biologie
(août 2021).
En biologie, le concept de tenségrité est utilisé comme modélisation en biomécanique pour expliquer la solidité des structures. Le principe a été emprunté à la tenségrité en architecture en particulier par Donald Ingber (en), de l'université Harvard.

### Cellules et matrice extracellulaire
En biologie cellulaire, les structures de tenségrité sont des systèmes réticulés constitués, dans l'espace, d’éléments quasi rigides isolés et comprimés par un réseau continu d’éléments élastiques en tension. Le système est donc auto-contraint : c'est l'ensemble des forces élastiques qui s'exercent sur le squelette des cellules qui maintient solidement la forme de chaque cellule puis de l'ensemble.
Le cytosquelette (squelette des cellules) comporte différents constituants : les microtubules (qui résistent mieux en compression), les microfilaments ou filaments d'actine (qui résistent mieux en tension) et les filaments intermédiaires (qui jouent un rôle dans la stabilité de la structure d'une cellule). Le cytosquelette peut être considéré comme une structure en tenségrité. Même s'il existe d'autres hypothèses, les observations attestent que la tenségrité dans les cellules est crédible.
De même, la matrice extracellulaire et les complexes d'adhésion focale[Quoi ?] pourraient également être des structures en tenségrité. 

### Vertébrés
Chez les Vertébrés, le système musculo-squelettique (os, muscles, fascias) peut également être perçu comme un système de tenségrité, les os étant comprimés par la tension apportée par les muscles (via les tendons) et les ligaments eux-mêmes tendus.
La tenségrité est à l'origine de la stabilité de la station debout des oiseaux, qui peuvent dormir perchés sur un fil électrique. Elle est notamment assurée par la présence d'un tendon qui passe à l'arrière du genou à travers une boucle ligamentaire de sorte à le maintenir dans son axe, une particularité anatomique unique,.